# حبيل الالب (ردفان)

تعديل مصدري - تعديل

حبيل الالب هي إحدى قرى عزلة الحبيلين بمديرية ردفان التابعة لمحافظة لحج، بلغ تعداد سكانها 119 نسمة حسب تعداد اليمن لعام 2004.